# Chromosom 7 (Mensch)

Idiogramm des menschlichen Chromosoms 7

Chromosom 7 ist eines von 23 Chromosomen-Paaren des Menschen. Ein normaler Mensch hat in den meisten seiner Zellen zwei weitgehend identische Kopien dieses Chromosoms.

## Aufbau

Aufbau eines Chromosoms: 1. Chromatid, 2. Zentromer (auch Spindelfaseransatzstelle genannt), der Punkt, an dem sich die beiden Chromatiden berühren, 3. Kurzer Arm. (p-Arm), 4. Langer Arm. (q-Arm)

Das Chromosom 7 besteht aus etwa 158 Millionen Basenpaaren. Circa 58 Millionen befinden sich auf dem kurzen Arm, knapp 97 Millionen auf dem langen Arm und 2,7 Millionen auf dem Zentromer. Das kleinste Gen hat eine Länge von 174 Basenpaaren (hY3 cytoplasmic Ro RNA) und das größte umfasst 2300 kb (CNTNAP2). Das Chromosom 7 repräsentiert etwa 5 bis 5,5 % der gesamten DNA der Zelle eines Menschen.
Es wird geschätzt, dass das Chromosom 7 zwischen 1000 und 1500 Genen beinhaltet. Unter anderem enthält es das Homöobox A Gen-Cluster.

## Entschlüsselung des Chromosoms 7
Im Mai 2003 veröffentlichte eine etwa 100-köpfige Arbeitsgruppe aus fünf US-amerikanischen und einer deutschen Forschungseinrichtung ihre Forschungsergebnisse zur Entschlüsselung des Chromosoms 7. Dieses Chromosom ist insbesondere deshalb von großem medizinischen Interesse, weil sich auf ihm eine Vielzahl von Genen befindet, die in defekter bzw. mutierter Form zu verschiedenen Krankheiten, wie beispielsweise Mukoviszidose führen können. Die Arbeitsgruppe identifizierte 1150 Gene und 941 Pseudo-Gene. Pseudo-Gene sind nicht mehr funktionsfähige („abgeschaltete“) Gene. Mit etwa 45 % ist der Anteil an Pseudo-Genen sehr hoch. Die Anzahl von Genen, die doppelt auf dem Chromosom vorhanden sind – sogenannte Duplicons –, liegt bei 8,2 %.

## Bekannte Gene auf dem Chromosom 7
Das Chromosom 7 enthält unter anderem folgende Gene:
- CFTR: Cystic Fibrosis Transmembrane Conductance Regulator
- ELN: Elastin
- FOXP2: Forkhead-Box-Protein P2
- KCNH2: HERG-Kanal
- RELN: Reelin
- VGF: VGF (Neuropeptid)
- PDGFA: Platelet Derived Growth Factor
- MEST: Mesoderm-specific transcript
- Neuropeptid
- Pendrin

## Medizinische Bedeutung
Folgende genetisch bedingte Krankheiten werden in Beziehung zu den auf dem Chromosom 7 befindlichen Genen gebracht (Auswahl):
- Argininosuccinoazidurie
- Chromosom-7q-Syndrom
- Kavernom
- Autismus
- Silver-Russell-Syndrom
- Morbus Charcot-Marie-Tooth
- Citrullinämie
- CAVD (einseitige Abwesenheit der Samenstränge)
- Mukoviszidose
- Ehlers-Danlos-Syndrom
- Hämochromatose Typ 3
- Hereditäres non-polypöses kolorektales Karzinom
- Williams-Beuren-Syndrom
- Lissenzephalie
- Ahornsirupkrankheit
- MODY (Diabetes Typ 3)
- Sly-Syndrom (Mucopolysaccharidose Typ VII)
- Myotonia congenita Becker
- Myotonia congenita Thomsen
- Pendred-Syndrom